# Presley Chweneyagae
Presley Chweneyagae (* 19. Oktober 1984 in Mafikeng; † 27. Mai 2025 in Pretoria) war ein südafrikanischer Schauspieler. Er wurde weltweit durch seine Hauptrolle in dem Film Tsotsi (2005) bekannt, dem ersten südafrikanischen Gewinner des Oscars für den besten ausländischen Film.

## Leben
Chweneyagae wurde 1984 in Mafikeng in der südafrikanischen Nordwestprovinz geboren. Er wuchs in einem verarmten Township auf und begann bereits im Alter von zehn Jahren mit Schauspielunterricht. Seine Mutter hatte ihn zur Bewahrung vor einem Leben auf der Straße zur Schauspielerei ermutigt. Bereits in jungen Jahren trat er in Theaterproduktionen auf, darunter in Shakespeare-Inszenierungen wie Hamlet, Julius Caesar und Ein Sommernachtstraum.
Sein Ruf war zeitweise durch einen Finanzskandal beeinträchtigt, bei dem seine Stiftung in den Verdacht geriet, an der Veruntreuung öffentlicher Mittel beteiligt gewesen zu sein.
Chweneyagae war verheiratet und hatte Kinder. Am 27. Mai 2025 starb Presley Chweneyagae im Alter von 40 Jahren in seinem Zuhause in Pretoria an Komplikationen infolge von Atemproblemen. Nach seinem Tod würdigten die südafrikanische Regierung sowie Künstler und Kritiker ihn als einen „begabten Geschichtenerzähler“ und „ikonischen Schauspieler“, dessen Vermächtnis in seinen Werken weiterleben werde.

## Wirken
In seinen Rollen zeichnete sich Chweneyagae durch glaubwürdige Darstellung und emotionalen Tiefgang aus, was ihm großes Lob von Kritikern einbrachte. Besonders seine Darstellung des Titelcharakters in Tsotsi wurde als kraftvoll und überzeugend gewürdigt.
Seinen internationalen Durchbruch erzielte Chweneyagae im Jahr 2005 mit der Hauptrolle im Film Tsotsi. Der auf einem Roman des Schriftstellers Athol Fugard basierende Film spielt im kriminellen Milieu des Townships Soweto und zeigt die Entwicklung eines jungen Verbrechers, der durch die unerwartete Entdeckung eines Säuglings eine innere Veränderung erfährt. Tsotsi gewann 2006 den Oscar als bester fremdsprachiger Film, was einen Meilenstein für die südafrikanische Filmindustrie darstellte. Er selbst wurde für diese Rolle 2006 bei den South African Film and Television Awards ausgezeichnet.
Nach seinem Erfolg in Tsotsi spielte Chweneyagae weitere bedeutende Rollen, unter anderem als Häftling im Film Mandela – Der lange Weg zur Freiheit (2013), einer Filmbiografie über Nelson Mandela. Im Fernsehen wurde er durch seine Rolle als Cobra in der bekannten Serie The River (2018–2024) bekannt, die zudem in eine Auskopplung namens Cobrizi mündete. Für diese Rolle wurde er 2019 und 2024 bei den South African Film and Television Awards ausgezeichnet.
Neben seiner Schauspielkarriere verfasste Chweneyagae gemeinsam mit Mpumelelo Paul Grootboom das Theaterstück Relativity, welches das Leben eines Serienmörders und dessen Umfeld in einem südafrikanischen Township behandelt.

## Filmografie
- 2005: Tsotsi
- 2006–2007: When We Were Black (Fernsehserie, 4 Folgen)
- 2007: Mehr als nur ein Spiel (More than Just a Game)
- 2009: Menda City (auch Regie und Produktion)
- 2010: State of Violence
- 2010: Africa United
- 2011: The Gentleman
- 2012: Zama Zama
- 2013: Mandela – Der lange Weg zur Freiheit (Mandela: Long Walk to Freedom)
- 2013: Con Game – Kenne deine Feinde (iNumber Number)
- 2017: iNumber Number (Fernsehserie, 1 Folge)
- 2017: The Number
- 2018–2024: The River (Fernsehserie, 1720 Folgen)
- 2023: iNumber Number: Jozi Gold